# 레이더스 (영화)
《레이더스》는 《인디아나 존스》의 첫 번째 본편 영화로 조지 루커스가 제작하고 스티븐 스필버그가 감독했으며 1981년 개봉하였다. 원제목은 《잃어버린 성궤의 약탈자들》(영어: Raiders of the Lost Ark)이다.

## 줄거리
1936년 남아메리카의 열대우림속의 한 신전에서 인디아나 존스는 유물을 찾아내는데 성공하지만 신전이 무너지고, 가까스로 탈출하지만 라이벌 고고학자인 벨록에게 유물을 빼앗기고 만다.
그 뒤 미국으로 돌아온 인디아나 존스에게 정보국 요원들이 와서 얼마전 유럽지부에서 카이로에서 베를린으로 가는 무선을 도청했는데 "타니스 발굴 작업 진행 중, 태양신 지팡이의 꼭대기 장식이 필요함. 에브너 레이븐우드 미국."이라는 내용의 무전이였다는 이야기를 한다. 인디아나 존스의 설명에 따르면 모세는 유대인을 이집트 제국의 압제에서 해방시켜준 야훼로부터 십계명이 새겨진 돌판을 받아 산을 내려오던 중 이스라엘 민족이 이집트의 멤피스 숭배 즉, 황소를 신으로 믿는 동물 숭배의 영향을 받아 금 송아지를 "이집트에서 자신들을 구원한 신"으로 믿는 우상 숭배에 격분, 그 돌판을 깨버렸다. 히브리인들은 모세가 하나님으로부터 받은 십계명 돌판을 모아 성궤에 넣었고, 가나안에 정착한 후엔 이를 솔로몬이 지은 성전에 모셔뒀다. 그 후 이집트의 파라오가 예루살렘을 점령하자 성궤는 타니스성의 밀실로 옮겨졌는데, 모래 폭풍에 매몰되고 말았다는 것이다. 그것을 독일 고고학자들이 찾아냈고 성궤의 위치를 알아내려면 레이븐우드 박사가 가진 태양신 지팡이 장식이 필요하다는 것이다.
인디아나 존스는 레이븐우드 박사를 만나기 위해 네팔로 향하고 그 곳에서 레이븐우드 박사의 딸 메리온을 만나지만 그녀는 아버지가 이미 죽었다고 한다. 다행히도 태양신 지팡이 장식은 가지고 있었는데, 갑자기 들이닥친 나치 독일의 요원 토트 일당과 총격전을 벌인다. 그 뒤 인디아나 존스와 메리온은 카이로로 향한다.
카이로에서 성궤가 들어있는 영혼의 우물의 위치를 알아낸 인디아나 존스, 그는 독사가 가득한 우물에서 성궤를 찾지만 자신의 욕심 때문에 나치와 손을 잡은 벨록에게 빼앗기고, 포로로 잡혀있던 메리온과 함께 우물을 탈출한 인디아나 존스는 독일군의 성궤 운송 트럭을 추격하여 마침내 성궤를 되찾게 된다.
그 뒤 미국행 화물선에 오르나 갑자기 나타난 유보트에 빼앗기게 된다. 하지만 인디아나 존스는 유보트에 매달린 체 지중해의 한 섬에 있는 나치 독일의 기지에 잠입하고, 독일군으로 변장한 채 잠입하지만, 메리온과 붙잡힌 채 나치 일당과 벨록이 성궤를 여는 걸 보게 된다. 하지만 성궤의 저주로 인해 나치 일당과 벨록은 죽음을 맞게 되고 눈을 감은 인디아나 존스와 메리온만 살아남게 된다. 그리고 성궤는 일급 비밀 육군 기밀 9906753이라고 이름 붙여진 채 미국의 어느 한 창고에 봉인된다.(그 창고는 인디아나 존스: 크리스탈 해골의 왕국에서 다시 나온다.)

## 출연진
- 해리슨 포드 - 인디아나 존스 역
- 캐런 앨런 - 매리언 레이븐우드 역
- 폴 프리먼 - 르네 벨로크 역
- 로널드 레이시 - 아르놀트 토트 소령 역
- 존 리스데이비스 - 살라
- 덴홈 엘리엇 - 마커스 브로디
- 볼프 칼러 - 헤르만 디트리히 대령 역
- 앤서니 히긴스 - 고블러 소령
- 돈 펠로스 - 머스그로브 대령
- 윌리엄 훗킨스 - 이튼 소령
- 조지 해리스 - 사이먼 카탕가 선장
- 프레드 소런슨 - 족
- 앨프리드 몰리나 - 사티포

## 한국판 성우진

### KBS (1989년 1월 1일)
- 유강진 - 인디아나 존스(해리슨 포드)
- 손정아 - 매리언(캐런 앨런)
- 이완호 - 벨로크(폴 프리먼)
- 한상덕 - 살라(존 리스 데이비스)
- 장세준 - 디트리히(볼프 칼러)
- 이재명 - 머스그로브(돈 펠로우즈)
- 박신영 - 이집트인(수아드 메사우디)
- 이종구 - 도트(로널드 레이시)
- 정동열 - 마커스(덴홈 엘리어트)
- 김창주 - 유물 전문가(투트 렘 코우)
- 유제상 - 카탕가(조지 해리스) / 경비행기 조종사(프레드 소렌슨)
- 장승길 - 사티포(앨프리드 몰리나) / 이튼(윌리엄 훗킨스)

### MBC (2002년 7월 6일)
- 양지운 - 인디아나 존스(해리슨 포드)
- 최덕희 - 매리언(캐런 앨런)
- 이도련 - 벨로크(폴 프리먼)
- 박지훈 - 살라(존 리스 데이비스)
- 이종혁 - 디트리히(볼프 칼러)
- 권혁수 - 마커스(덴홈 엘리엇)
- 변종필
- 이상범
- 이상훈
- 이자옥
- 최한
- 표영재
- 방성준
- 이원찬